# Droits LGBT au Népal

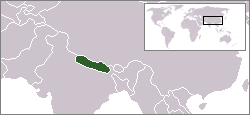
Localisation du Népal.

Les personnes lesbiennes, gays, bisexuelles et transgenres (LGBT) au Népal ont vu leurs droits être reconnus peu à peu depuis 2007 sous l'impulsion de la Cour suprême.
Le Népal possède certaines des lois les plus progressistes d'Asie du Sud sur ces questions : réformes anti-discriminations en 2007, introduction d'une troisième catégorie de genre sur les documents de citoyenneté en 2013, en 2015 sur les passeports, et légalisation du mariage homosexuel par une ordonnance provisoire de la Cour suprême en 2023. Mais cette ordonnance n'a pas encore été appliquée par les tribunaux. Sur les 30 millions d'habitants du Népal, on estime à envions 900 000 les personnes appartenant à une minorité sexuelle.

## Législation sur l'homosexualité

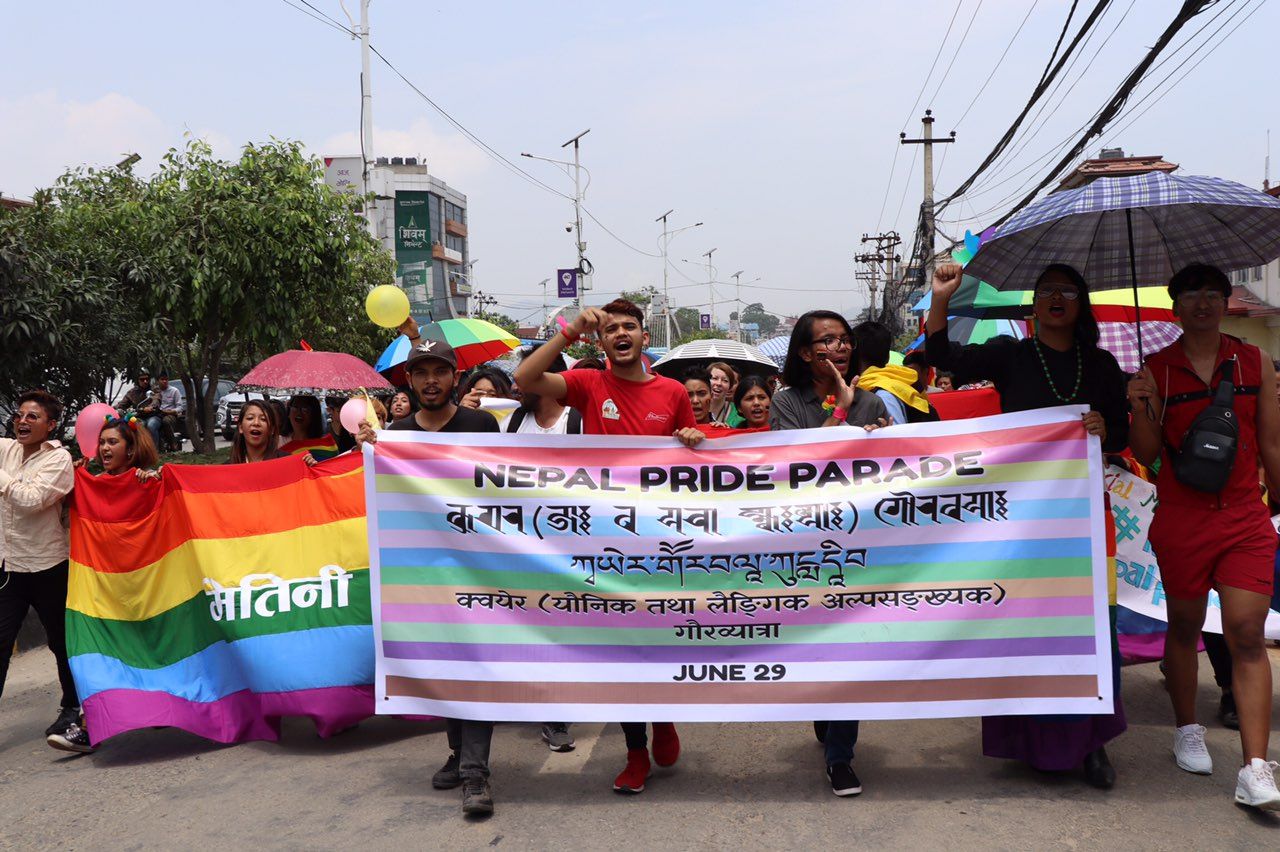
Première Marche des fiertés népalaise en 2019

En 2007, une décision de la Cour suprême du Népal ordonne au gouvernement de reconnaître légalement un troisième genre, de réviser toutes les lois discriminant les personnes LGBT, et former une commission pour envisager la reconnaissance des couples homosexuels.
En 2011, le Népal devient le premier pays à reconnaître un troisième genre, qui apparaissent sur les passeports à partir de 2015. En 2015, la Constitution interdit les discriminations fondées sur l'orientation sexuelle.
Ces évolutions positives sont cependant en butte à des discriminations persistantes dans la société. Pour lutter contre ces inégalités, l'état va prendre pour la première fois en compte les personnes LGBT dans son recensement en 2020,.

## Reconnaissance légale des couples homosexuels
Début mai 2023, la Cour suprême rend un nouveau jugement dans lequel elle reconnaît le mariage d’un couple homosexuel enregistré à l’étranger. La Cour appelle également le gouvernement à prendre en compte de manière « urgente » les conclusions d'un rapport commandé par elle en 2015 recommandant la légalisation du mariage homosexuel,.
En juin 2023, la Cour suprême légalise le mariage homosexuel. Mais les mois suivants, les tribunaux rechignent à appliquer cette ordonnance. Selon Pinky Gurung, responsable de l'association de défense des droits Blue Diamond Society, les personnes LGBT ont de nombreux droits au Népal, mais doivent lutter sur le terrain pour les mettre en œuvre.

## Adoption homoparentale
L'adoption homoparentale n'est pas autorisée.

## Tableau récapitulatif
| Dépénalisation de l’homosexualité                                                   | Non |
| Majorité sexuelle identique à celle des hétérosexuels                               | Non |
| Interdiction des discours de haine contre les LGBT                                  | Non |
| Interdiction de la discrimination liée à l'orientation sexuelle à l'embauche        | Non |
| Interdiction de la discrimination liée à l'identité de genre dans tous les domaines | Non |
| Mariage civil ou partenariat civil                                                  | Non |
| Adoption conjointe dans les couples de personnes de même sexe                       | Non |
| Adoption par les personnes homosexuelles célibataires                               | Non |
| Droit pour les gays de servir dans l’armée                                          | Non |
| Choix d'un troisième genre                                                          | Non |
| Gestation pour autrui pour les gays                                                 | Non |
| Accès aux FIV pour les lesbiennes                                                   | Non |
| Autorisation du don de sang pour les HSH                                            | Non |

## «Économie rose»
La libéralisation des droits des LGBT au Népal est dans le même temps vu comme une aubaine par le gouvernement et les entreprises du pays qui espèrent bénéficier de cette image de tolérance et d'espace sécuritaire pour les personnes LGBT pour attirer de nouveaux touristes.

## Transgenres
Le 29 novembre 2023, le Népal a reconnu pour la première fois dans le pays un mariage entre une femme transgenre et un homme cisgenre (qui se reconnaît dans le genre attribué à la naissance).